# Đupci
Egipćani ili Đupci (albanski: Egjiptian, makedonski: Египќани i Ѓупци (trans.: Egipkjani i Gjupci)) su narod, koji pretežno živi u Makedoniji i na Kosovu. Egipćani su većinom islamske vjere, a govore albanskim jezikom, koji čini poseban ogranak indoeuropske obitelji jezika. Ne treba ih miješati s Egipćanima koji čine stanovništvo današnjeg Egipta.
Egipćani su ranije smatrani dijelom romskog naroda, ali su od strane države Srbije priznati kao poseban narod. Tvrde da su njihovi preci na Balkan došli iz Egipta.
Prema podacima iz 1996. godine na Kosovu je živjelo oko 87.000 Egipćana, a u prema podacima iz 1994. oko 3.994 Egipćana u Makedoniji. Smatra se da je veliki broj kosovskih Egipćana nakon rata 1999. godine izbjegao u užu Srbiju, Vojvodinu i Crnu Goru.
U Makedoniji u Ohridu djeluju kulturno-umjetnička društva Egipćana "Piramida" i "Nefretiti".

## Vanjske poveznice
- (makedonski) Здружение на Египќани во Р_Македонија
- (makedonski) Općina Ohrid  Arhivirana inačica izvorne stranice od 4. ožujka 2016. (Wayback Machine) ДОБРОТВОРЕН КОНЦЕРТ ВО ЧЕСТ НА ЃУРЃОВДЕН
- (makedonski) Куд Нефретити – Чувар на Фолкорното наследство на Египќаните KUD Nefretiti iz Ohrida